# Parthenicus pinicola
Parthenicus pinicola är en insektsart som beskrevs av Knight 1968. Parthenicus pinicola ingår i släktet Parthenicus och familjen ängsskinnbaggar. Inga underarter finns listade i Catalogue of Life.